# Chalcopasta riandana
Chalcopasta riandana är en fjärilsart som beskrevs av Dyar 1912. Chalcopasta riandana ingår i släktet Chalcopasta och familjen nattflyn. Inga underarter finns listade i Catalogue of Life.